# یواس‌اس گیج (ای‌پی‌ای-۱۶۸)
یواس‌اس گیج (ای‌پی‌ای-۱۶۸) (به انگلیسی: USS Gage (APA-168)) یک کشتی بود که طول آن ۴۵۵ فوت (۱۳۹ متر) بود. این کشتی در سال ۱۹۴۴ ساخته شد.